# Edwin Barber Morgan
Edwin Barber Morgan (2 de Maio de 1806 — 13 de Outubro de 1881) foi membro da Casa dos Representantes dos Estados Unidos da América pelo estado de Nova York.
Barber nasceu em Aurora. Foi eleito para o Congresso em 1852 como Whig, em 1854 como candidato do Opposition Party e em 1856 pelo Partido Republicano.
Ele representou o 25° distrito congressional de Nova York de 4 de Março de 1853 até 3 de Março de 1859. Foi um dos fundadores e primeiro presidente da Wells Fargo, e dire(c)tor do American Express até sua morte, aos 75 anos de idade.
Foi curador da Cornell University de 1865 até 1874 e administrador do Wells College de 1868 até 1881.